# 14505 Barentine
14505 Barentine este un asteroid din centura principală de asteroizi.

## Descriere
14505 Barentine este un asteroid din centura principală de asteroizi. A fost descoperit pe 12 ianuarie 1996 la Kitt Peak National Observatory, în cadrul proiectului Spacewatch. Asteroidul prezintă o orbită caracterizată de o semiaxă mare de 2,36 ua, o excentricitate de 0,17 și o înclinație de 3,3° în raport cu ecliptica.